# كولوجن (باد كاليه)
كولوجن، باد كاليه (بالفرنسية: Coulogne)‏ هي بلدية تقع في إقليم باد كاليه من منطقة نور با دو كاليه في شمال فرنسا. تبلغ مساحة هذه المدينة 9.16 (كم²)، وترتفع عن سطح البحر 3 م، يبلغ عدد سكانها 5789 نسمة حسب إحصاء المعهد الوطني للإحصاء والدراسات الاقتصادية سنة 2009 م. وترأس Jean-Claude Dubut البلدية خلال فترة (2008-2014).